# 제2회 사람사는세상영화제
제2회 사람사는세상영화제는 2015년 8월 24일에 열린 시상식이다.

## 수상 및 후보

### 대상
- 옥상자국 - 양주연 수상

### 최우수상
- 팡이요괴 - 박천규 수상

### 우수상
- 은혜 - 박매화 수상

### 심사위원특별상
- 옥상자국 - 김경희 수상

### 본선진출작
- 강우 이야기 - 이민규
- 결혼전야 - 이란희
- 굿모닝 영화과 - 오민석
- 더 스튜디오 - 이인철
- 밥그릇 - 복운석
- 삐 소리가 울리면 - 김경만
- 얼마나 알고 계십니까 - 정다혜
- 여름 기류 - 정승민
- 여름의 끝 - 임초예
- 열대야 - 서은선
- 열정의 끝 - 곽은미
- 용건만 간단히 - 이윤호
- 이사 - 김래원
- 클린 미 - 강상우

### 초청작
- 침묵의 시선 - 조슈아 오펜하이머
- 위로공단 - 임흥순
- 짝코 - 임권택
- 지슬 - 끝나지 않은 세월2 - 오멸
- 액트 오브 킬링 - 조슈아 오펜하이머 외1명
- 마추카 - 안드레스 우드
- 숨겨진 계략 - 켄 로치
- 허공에의 질주 - 시드니 루멧
- 텐저린즈 - 자자 우루샤제
- 레드 툼 - 구자환
- 그 섬에 가고 싶다 - 박광수